# Безликие
Безликие (англ. The Faceless Ones) — восьмая серия четвёртого сезона британского научно-фантастического телесериала «Доктор Кто», состоящая из шести эпизодов, которые были показаны в период с 8 апреля по 13 мая 1967 года. Первый и третий эпизоды сохранились в архивах Би-би-си, а остальные четыре были утрачены и доступны лишь в виде реконструкций.

## Сюжет
ТАРДИС материализуется на взлётной полосе аэропорта Гатвик. Доктор, Бен, Полли и Джейми тут же понимают, что они прямо на пути самолёта. Они видят направляющегося к ним охранника и разделяются, чтоб оторваться от него. Служба безопасности аэропорта конфискует ТАРДИС, думая, что над ними просто подшутила полиция. Полли прокрадывается в ангар компании Хамелеон Турс, где видит Спенсера, убивающего другого человека и докладывающего об этом своему начальнику, капитану Блейду. Полли убегает и натыкается на Доктора и Джейми. После своего рассказа она приводит их в ангар. Они обследуют тело, и Доктор замечает, что жертва убита током из оружия, которого на Земле не может существовать в это время. Они ищут кого-то, имеющего власть тут, и Блейд ловит Полли, пока Доктор и Джейми не видят. Он прячет её вместе с трупом, прежде чем Доктор и Джейми возвращаются вместе со скептически настроенной администрацией аэропорта.
Вновь оказавшись в одиночестве, Спенсер будит инопланетянина, безликого зелёного гуманоида. Медсестра Пинто вносит находящегося без сознания авиадиспетчера Медоуза и подсоединяет его к инопланетянину и машине. Инопланетянин превращается в двойника Медоуза и идёт на работу в аэропорт. Полли выходит из новоприбывшего самолёта, но не узнаёт Доктора и Джейми, представляясь Мишель Лойпи из Цюриха.
В будке Хамелеон Турс они встречают Саманту Бриггс, молодую ливерпульку, ищущую брата. Воспользовавшись Молодёжными турами Хамелеон Турс, он послал открытку из Рима, но его там никто не видел. Пробравшись туда, трое видят фальшивые открытки от пропавших туристов и монитор, показывающий ангар компании. Доктор видит, как Бен находит Полли в коме в металлическом шкафу, а затем его ловят и замораживают Блейд и Спенсер. Доктор сбегает и идёт в ангар один, говоря Джейми и Саманте оставаться на месте. Они встречают детектива-инспектора Кроссленда, расследующего исчезновение клиентов Хамелеона и понявшего, что первое тело — его пропавший напарник Гаскойн. Доктор находит только Медоуза в коме и возвращается для демонстрации замораживающего оружия коменданту аэропорта, который даёт ему 12 часов на расследование. Блейд нацеливает лучевой пистолет на Кроссленда, чтобы не дать ему сесть на следующий самолёт и показывает, что все пассажиры исчезли.
Спенсер атакует Джейми и Саманту, но те убегают. Джейми крадёт билет Саманты и садится на самолёт. Спенсер связывает Саманту вместе с Пинто для дупликации. Тем временем Доктор и комендант узнают, что в другие аэропорты никогда не прибывали пассажиры Хамелеон Турс.
Блейд уничтожает преследующий его истребитель и отправляет самолёт с Джейми в гигантский инопланетный корабль. Джейми после приступа воздушной болезни выходит из туалета и видит, что все пассажиры миниатюризированы и засунуты в ящики. Помощница Блейда Энн ловит его и прячет в комнате с двумя бесформенными пришельцами.
Доктор следуя по сигналам радара к пункту назначения самолёта угрожает снять с Медоуза-инопланетянина жизнеобеспечивающую чёрную повязку и добивается объяснений. Взрыв повредил мир этих инопланетян, так что они хотят использовать 50 тысяч людей, лежащих в коме на орбите, как замену. Доктор использует Медоуза-инопланетянина чтобы добраться до Пинто-инопланетянки. Она сопротивляется и дезинтегрируется, настоящая Пинто возвращается в сознание и освобождает Саманту. Она говорит Доктору, что Джейми ушёл.
Джейми встречает Директора инопланетян, копию Кроссленда, который говорит, что самолёт вернётся в аэропорт за оставшимися Хамелеонами. Доктор держит личности скопированного персонала в секрете, и теперь Комендант может найти их спрятанные оригиналы. Доктор притворяется, что он — Медоуз-инопланетянин, а Пинто изображает своего двойника. Они садятся на последний рейс в космос. Джейми-инопланетянин рассказывает об угрозе со стороны Доктора, и Блейд посылает бесформенных Хамелеонов для поимки его. Доктор предлагает пощадить настоящих инопланетян Гатвика, но в этот момент один из них дезинтегрируется, доказывая, что Саманта нашла настоящий персонал в машинах на парковке. Блейд и Спенсер убивают Директора и двойника Джейми, чьи оригиналы возвращаются в сознание. Все возвращаются на Землю с освобождёнными людьми.
В аэропорту Саманта целует Джейми на прощание. Бен и Полли узнают, что сегодня 20 июля 1966 года, день, когда они оба впервые вошли в ТАРДИС и уходят домой. Доктор говорит Джейми, что ТАРДИС украдена со склада аэропорта.

## Трансляции и отзывы
| Эпизод            | Дата показа    | Продолжительность | Телезрители (в миллионах) | Archive                            |
| ----------------- | -------------- | ----------------- | ------------------------- | ---------------------------------- |
| «Эпизод 1»        | 8 апреля 1967  | 23:47             | 8                         | 16mm t/r                           |
| «Эпизод 2»        | 15 апреля 1967 | 25:22             | 6,4                       | Only stills and/or fragments exist |
| «Эпизод 3»        | 22 апреля 1967 | 23:10             | 7,9                       | 16mm t/r                           |
| «Эпизод 4»        | 29 апреля 1967 | 24:28             | 6,9                       | Only stills and/or fragments exist |
| «Эпизод 5»        | 6 мая 1967     | 23:34             | 7,1                       | Only stills and/or fragments exist |
| «Эпизод 6»        | 13 мая 1967    | 23:38             | 8                         | Only stills and/or fragments exist |
| [ 1 ] [ 2 ] [ 3 ] |                |                   |                           |                                    |